# Mirepoix (keuken)

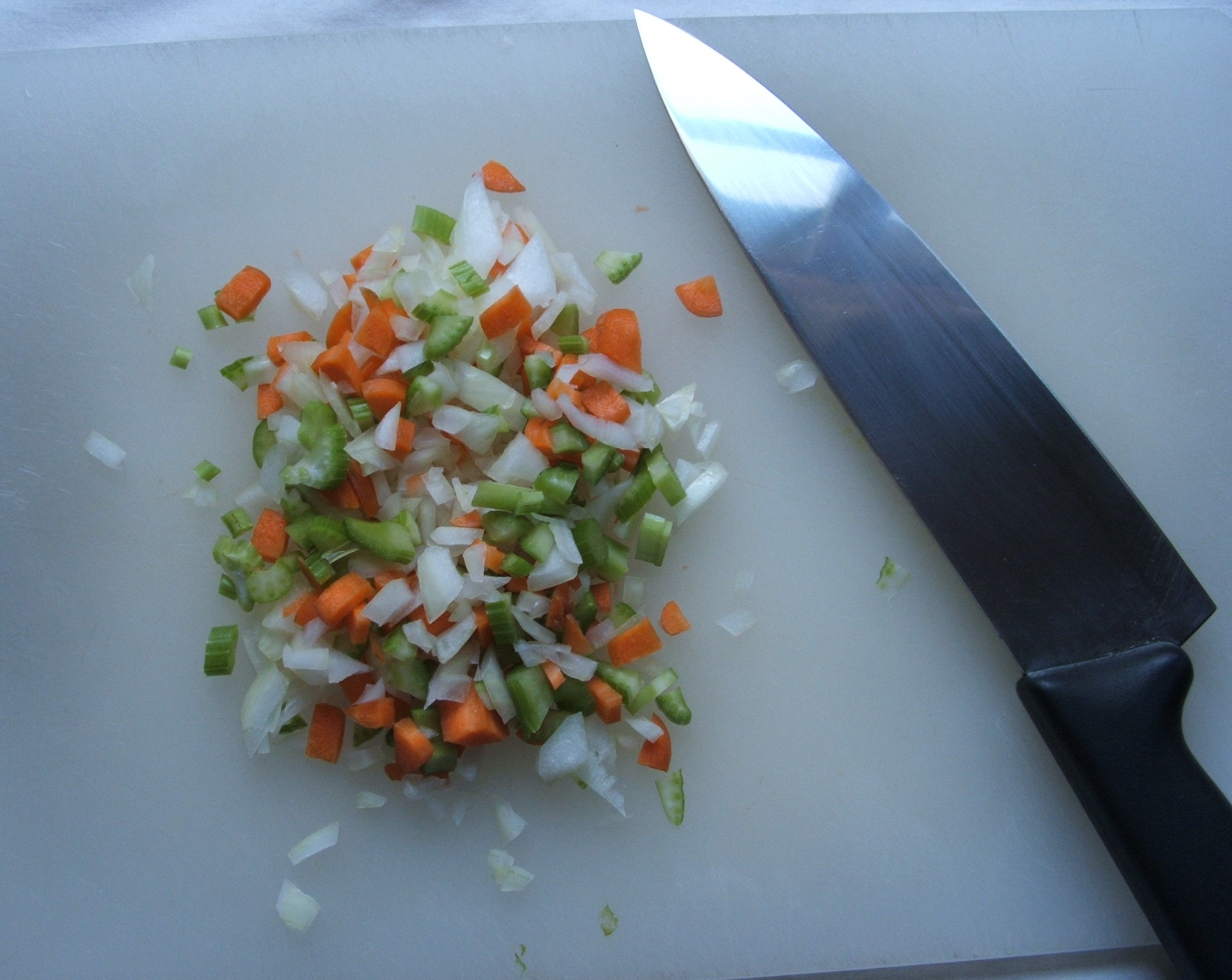
Basisingrediënten voor een mirepoix

Mirepoix is in de Franse keuken de naam voor een groentemengsel van ui, wortel en knol- of bleekselderij. Deze drie groenten worden klein gesneden - de vorm maakt niet uit - en vervolgens even gefruit in boter of olie. Mirepoix wordt gebruikt als basis voor bouillon, soep, sauzen en stoofvlees. 
Afhankelijk van het gerecht waar een mirepoix in gebruikt wordt, worden kruiden en andere ingrediënten toegevoegd zoals prei, knoflook, tomaten, peper, gember, kruidnagel, tijm, rozemarijn en laurier. 
Er wordt onderscheid gemaakt tussen deze variaties:
- Magere mirepoix (mirepoix au maigre) bevat alleen de genoemde groenten.
- Vette mirepoix (mirepoix au gras) bevat ook stukjes spek.

Mirepoix is genoemd naar Gaston Pierre de Lévis, hertog van Mirepoix (1699-1757). De kok van de hertog is de bedenker van dit recept.